# Pfarrhaus (Oberliezheim)

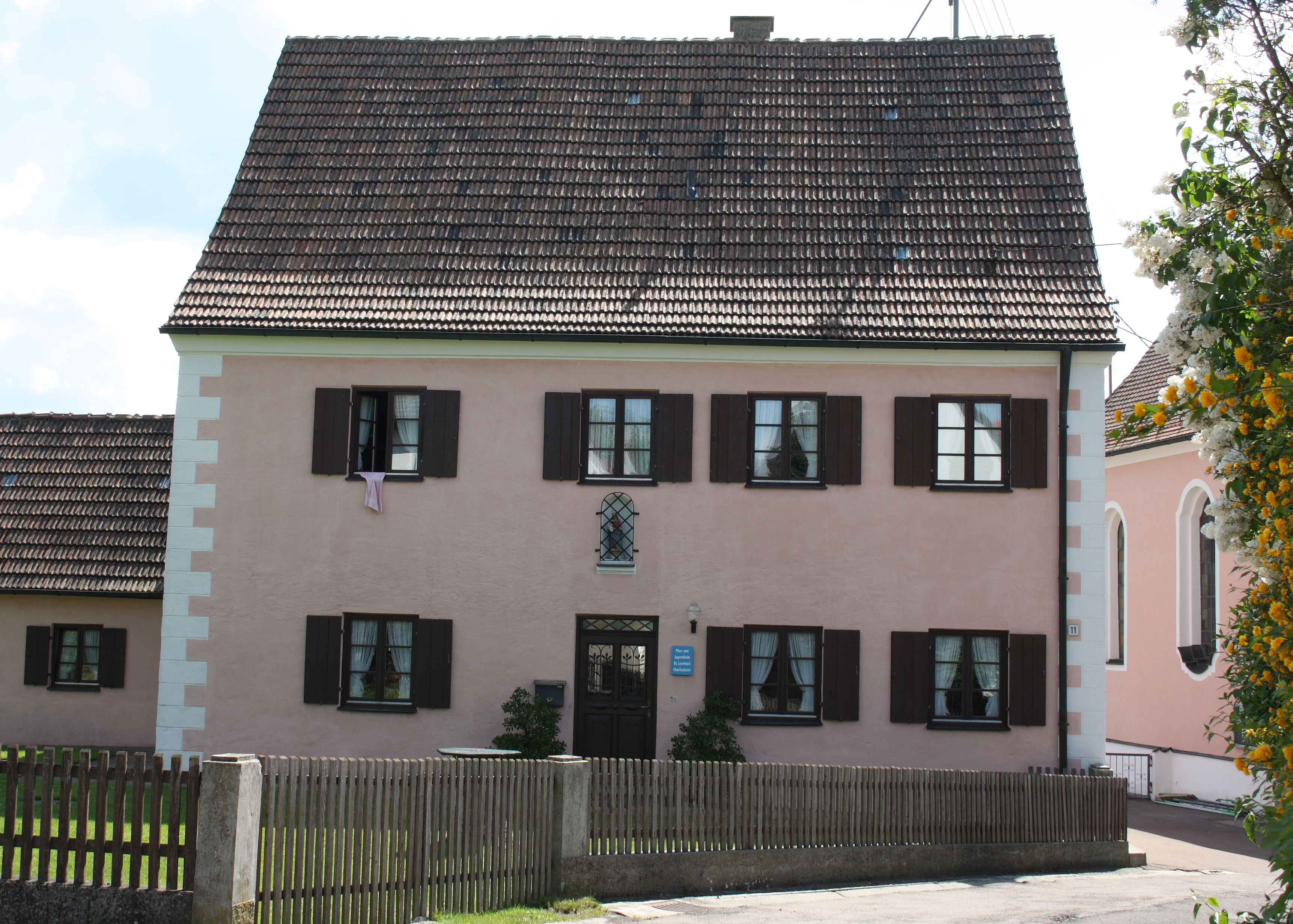
Ehemaliges Pfarrhaus in Oberliezheim

Das Pfarrhaus in Oberliezheim, einem Gemeindeteil von Bissingen im Landkreis Dillingen an der Donau im bayerischen Regierungsbezirk Schwaben, wurde im 18. Jahrhundert erbaut. Das ehemalige Pfarrhaus mit der Adresse Oberliezheim 11, neben der katholischen Filialkirche St. Leonhard, ist ein geschütztes Baudenkmal.
Der zweigeschossige Satteldachbau mit Eckrustika besitzt vier zu zwei Fensterachsen. Über der Tür steht in einer Nische eine Holzfigur mit der Darstellung von Christus aus dem 18. Jahrhundert.